# Mislata
Mislata es un municipio español situado en la provincia de Valencia, Comunidad Valenciana, en la comarca de Huerta Sur. Pertenece al área metropolitana de Valencia y, de hecho, su casco urbano está unido al de la capital. Contaba con 45 644 habitantes (INE 2023) y con una densidad de 22 157 habitantes por kilómetro cuadrado.
Limita con Valencia, Cuart de Poblet, Chirivella, y con la afueras de Faitanar, Paterna y Manises.

## Toponimia
Existen varias teorías para explicar el nombre de Mislata.
La primera y más extendida es que el topónimo proviene del árabe منزل عطاء "manzil Aţā" (posada o parador de Atá). Esta denominación sugiere su función de lugar de cobijo en un camino importante hacia el interior valenciano. Aunque algunos expertos como Joan Fuster o Coromines en su Onomasticon (Coromines, 1995: vol.V, 288) han desafiado este origen.
Sin embargo, algunos expertos afirman que podría provenir del Latín o Mozárabe "Misculata" (con el significado de mezclada, derivada del latín tardío "Misculare") haciendo referencia a la mezcla de aguas del río Turia y las acequias utilizadas para el regadío de las huertas. Por tanto, podría relacionarse con otros términos, como la antigua acequia "Mestalla", que ahora da nombre al barrio Mestalla.

## Geografía
Mislata está situado entre el antiguo cauce del río Turia al norte y el nuevo cauce al sur. El relieve del suelo no presenta ningún accidente que destaque sobre el terreno llano, formado por aluviones cuaternarios de naturaleza arcillosa.
La población está situada en terreno llano, y su núcleo urbano forma un espacio compacto con los barrios valencianos de Soternes y La Luz. El casco urbano se alza a 29 m sobre el nivel del mar.
El término municipal está atravesado por la autovía del Este entre los pK 351 y 352, dando continuidad a la avenida del Cid en la ciudad de Valencia desde el nuevo cauce del río Turia. También discurre por el municipio la carretera de circunvalación V-30 bordeando el río Turia.
| Noroeste: Cuart de Poblet | Norte: Valencia | Nordeste: Valencia |
| Oeste: Cuart de Poblet    |                 | Este: Valencia     |
| Suroeste: Chirivella      | Sur: Chirivella | Sureste: Valencia  |

## Historia
Se han encontrado en el término algunos hallazgos aislados de ocupación humana durante la época romana. En la Alquería Alta, cerca de la Cárcel Modelo, apareció una moneda hispanorromana de Celsa, de tiempos de César Augusto, y al hacer los cimientos de una casa en la calle del obispo Irurita se encontraron otras dos monedas imperiales, una de ellas de la época del emperador Adriano (117-138 d. C.).[cita requerida] En esta época ya se regarían los cultivos con las aguas de la primitiva acequia de Favara, todavía en uso.
El origen del municipio se remonta al tiempo de la dominación musulmana. Ya existía en el siglo XI, puesto que El Cid libró en sus cercanías una batalla contra los almorávides. El poeta musulmán Abu Abd Allah Muhammad ibn al-Abbar (1199-1260) menciona a la Mislata de esta época en unos de sus versos:

¿Dónde están Valencia y sus casas, los chillidos y el gorgear de sus pájaros y los cantos de sus palomos? 
 ¿Dónde están los parajes de su Ruzafa, del Djisr, de su Mislata y de su Masanasa?
Abu Abd Allah Muhammad ibn al-Abbar

Durante la conquista cristiana era una alquería de la que Jaime I de Aragón repartió casas y tierras a varios caballeros (tal vez en pago de su aportación para sufragar los gastos de la conquista), pero sin hacer concesión del poblado en su conjunto. En el marzo de 1238 se produjo el primer otorgamiento constatable para cancelar una deuda del rey a Sanz Llopiç d'Albero, otros otorgamientos a Arnau d'Àger, de Lérida tres jovades in alqueria de Maçlata, a Pere de Montsó alguna tierra y siguen más asentamientos hasta veintisiete.[cita requerida] En 1239, la familia de Sanz Llopiç d'Albero se hizo con los tres molinos del lugar, que se encontraban dos sobre la acequia de Mislata y otro en el antiguo camino de Requena o carretera de las Cabrillas (actual calle de San Antonio).
Debido a la corta distancia que hay entre este municipio y la capital, la historia de Mislata está relacionada, en muchos aspectos, con esta última. Uno de los hechos por lo que más se le conoce es por la «batalla de Mislata», que tuvo lugar en 1348 y puso fin a la rebelión de Valencia contra Pedro el Ceremonioso.
En esta época, Mislata estaba formada por dos núcleos diferenciados e independientes. La Mislata propiamente dicha estaba poblada principalmente por cristianos, y se organizaba alrededor de la actual iglesia de los Ángeles. El otro núcleo, la Morería, ubicada algo más al este, era el lugar de residencia de los moriscos. Se trataba de un caserío independiente, puesto que tenía batllia (alcaldía) propia, y en él se ubicaba el castillo de los barones. Tras la expulsión de estos en 1609, la Morería quedó casi despoblada, por lo que el conde de Aranda extendió carta puebla en 1611. No fue hasta mediados del siglo XVIII que la Morería se anexionó a Mislata, perdiendo así su independencia. Al mismo tiempo los barones abandonaron el castillo en favor de la Casa Grande, un palacio fortificado que se levantó en la plaza Mayor, en el solar que actualmente ocupa el ayuntamiento desde 1972.
En 1748 el conde de Aranda vendió el señorío a Pablo Inat Estrada, vecino de Gandía. Este fundó un vínculo que, al quebrarse la línea directa, acabó en el barón de Campo Olivar a principios del siglo XIX.
Durante la Guerra de la Independencia de España (1808-1814) fueron varios los hechos de armas que ocurrieron en las cercanías de Mislata. El 28 de junio de 1808 el mariscal francés Moncey acampó en Mislata y organizó un ataque, a través de la calle de Cuart, a fin de tomar la ciudad de Valencia. Sin embargo, al verse rechazado por los defensores valencianos apostados en las Torres de Cuart, Moncey optó por la retirada.[cita requerida]
Tres años más tarde, en diciembre de 1811, el mariscal Suchet desplegó sus tropas para asaltar Valencia, ubicándolas entre Soternes y Campanar. Entre el 25 y el 26 de diciembre se desarrolló una batalla entre las tropas de Palombini (italianas al servicio napoleónico) y las del general Zayas, en el término de Mislata, que a la sazón había sido abandonado por sus pobladores en esas fechas. Pese a la victoria del general Zayas, Valencia capituló ante Suchet el 10 de enero de 1812.[cita requerida]

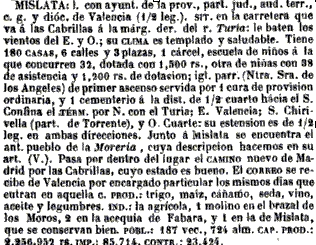
Artículo «Mislata» en el Diccionario geográfico-estadístico-histórico de España y sus posesiones de Ultramar de Pascual Madoz (1845-1850)

Durante la insurrección cantonal de 1873, el general Arsenio Martínez-Campos Antón se alojó en la Casa Grande de Mislata el tiempo que duró el asedio de Valencia.
Después de sufrir los avatares del sitio de Valencia durante la guerra cantonal, con el período de paz, en 1880 siendo alcalde Don Vicente Gea Miquel se inauguró el alumbrado público, lo cual supuso una mejora de gran impacto en este castigado pueblo.
El 27 de mayo de 1952 se inauguró el Hospital Militar Vázquez Bernabéu, en terrenos de Cuart de Poblet y Mislata. Se trató de un acontecimiento que movilizó Mislata, puesto que el acto fue presidido por el dictador golpista Francisco Franco, el entonces jefe de Estado.
A raíz de las obras del Plan Sur para desviar el cauce del río Turia, en 1969 se eliminaron las vías del ferrocarril de Valencia a Liria, que constituía una barrera artificial, pero efectiva, a la expansión urbana. Los terrenos que ocupaban fueron cedidos por RENFE al municipio, dando lugar a la urbanización en 1973 de la avenida de Gregorio Gea, actualmente la principal arteria de la población.
El 5 de abril de 2011 el Centro Cultural de Mislata celebró su 400 aniversario acogiendo una exposición que daba a conocer la historia de su municipio a partir de una gran investigación por parte de Santos Ramírez.
El 26 de diciembre de 2013, en el Pleno celebrado este día por el Ayuntamiento de Mislata se aprobó por unanimidad el reconocimiento oficial del genocidio Armenio y los crímenes contra la humanidad realizados durante el mismo por el entonces Imperio otomano, siendo Mislata el primer municipio español en hacerlo.[cita requerida]

## Demografía

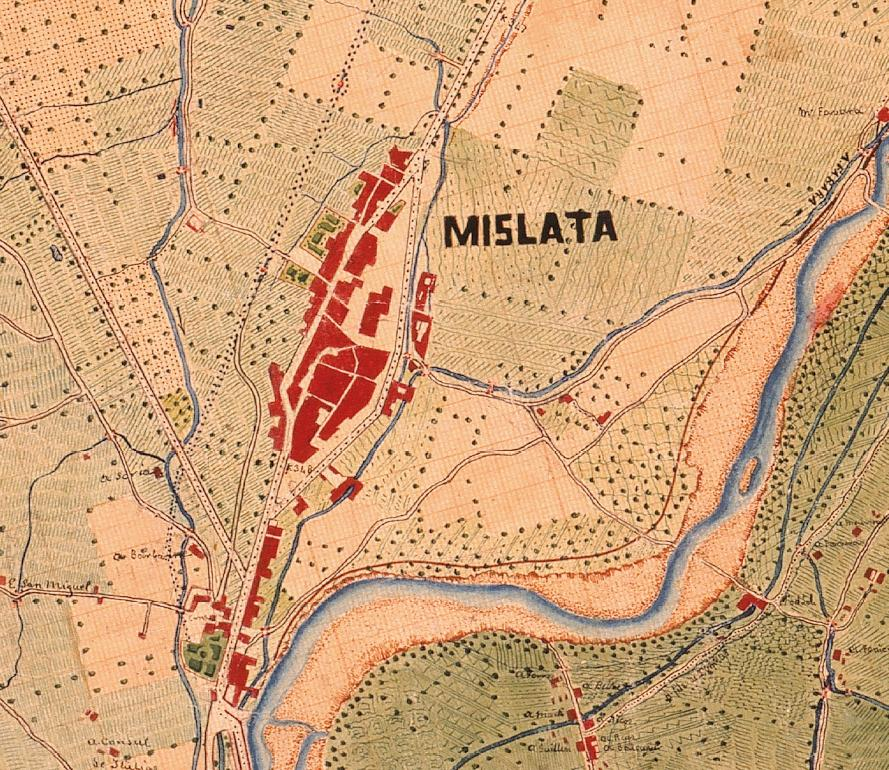
Plano de Mislata en 1883 (el norte queda a la derecha). Se ve cómo Mislata y la Morería están totalmente unidos, mientras que el Cerdanet aparece disperso en el límite este

En 1510, Mislata contaba con unos centenares de familias (unas 450 personas). En 1713, el pueblo concentraba tan solo unos 500 habitantes, aunque en 1787 ya sobrepasaba el millar. En 1857, al comienzo de la serie estadística española, Mislata contaba con 1116 habitantes, mientras que en 1877 se situaba en 1215 personas. El crecimiento se acentuó con la inmigración del primer tercio del siglo XX, y en 1930 ya se llegaba a los 4500 habitantes. Con todo, el periodo fundamental fue entre las décadas de 1950 y 1970, como consecuencia de las corrientes inmigratorias. En el año 1960 se sobrepasó la frontera de los 10 000 habitantes, y en 1970 llegaban ya a 20 000.
Mislata cuenta con una población de 46 153 habitantes (INE 2024). Con más de 21 500 habitantes por kilómetro cuadrado, Mislata es el municipio más densamente poblado de España y el segundo de Europa.
| Gráfica de evolución demográfica de Mislata entre 1842 y 2021                                                       |
| |
| Población de derecho según los censos de población del INE Población de hecho según los censos de población del INE |

### Urbanismo

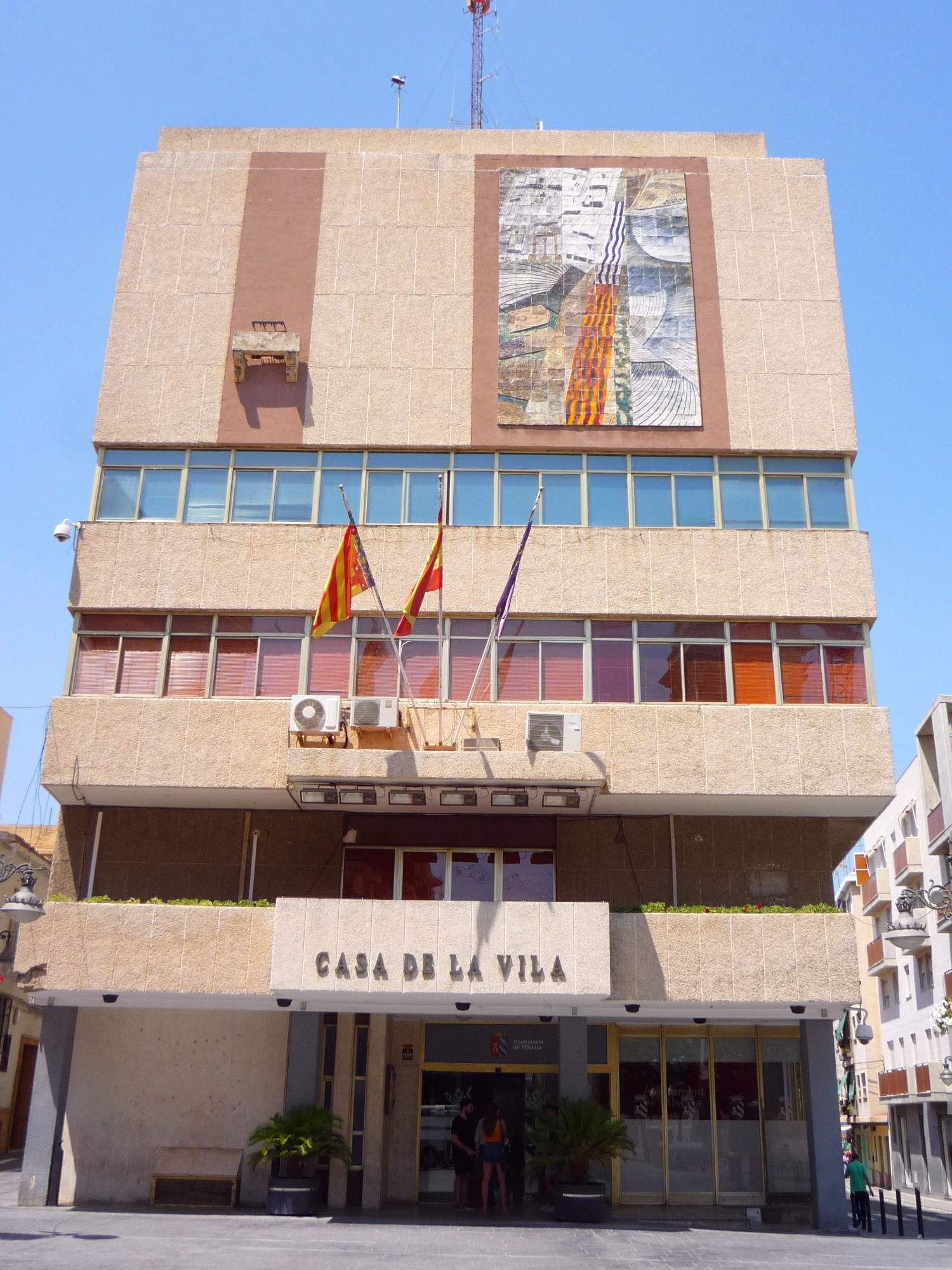
Ayuntamiento de Mislata, situado en la plaza Mayor, en el solar donde antes de levantaba la Casa Grande señorial

En su origen, Mislata se componía de dos núcleos diferenciados e independientes. La Mislata propiamente dicha se ubicaba alrededor de la primitiva iglesia de los Ángeles (actual plaza Mayor) y, algo más al este, se levantaba la Morería, ordenada alrededor del castillo de los barones. Esta población se anexionó a Mislata a mediados del siglo XVIII, momento en el que los barones abandonaron el castillo en favor de la Casa Grande de la plaza Mayor.
Además, a raíz de la construcción de la Cruz Cubierta en el siglo XV y en torno a ella, surgió un pequeño poblado que en siglo XVII comprendía diez casas y que, puesto que eran propiedad de Cerdà de Tallada, pasó a conocerse como «El Cerdanet». No fue hasta finales del siglo XIX y a lo largo de siglo XX que se fueron uniendo urbanísticamente estos tres núcleos, primero los dos originales y finalmente los tres junto con la trama urbana de Valencia capital.

## Administración y política
Mislata está gobernada por una corporación local formada por concejales elegidos cada cuatro años por sufragio universal que a su vez eligen un alcalde. El censo electoral está compuesto por todos los residentes empadronados en Mislata mayores de 18 años y nacionales de España y de los otros países miembros de la Unión Europea. Según lo dispuesto en la Ley del Régimen Electoral General, que establece el número de concejales elegibles en función de la población del municipio, la corporación municipal de Mislata está formada por 21 concejales. El Ayuntamiento de Mislata está actualmente presidido por el PSPV-PSOE y consta de 15 concejales de este partido, 3 del PP, 1 de Vox, 1 de Cs y 1 de Compromís.
| Periodo   | Nombre                   | Partido | Partido                                         |
| --------- | ------------------------ | ------- | ----------------------------------------------- |
| 1979-2001 | José Morales Gracia      |         | Partit Socialista del País Valencià (PSPV-PSOE) |
| 2001-2011 | Manuel Corredera Sanchis |         | Partido Popular (PP)                            |
| 2011-act. | Carlos Fernández Bielsa  |         | Partit Socialista del País Valencià (PSPV-PSOE) |

| Partido político                                | 2023   | 2023  | 2023       | 2019   | 2019  | 2019       | 2015   | 2015  | 2015       | 2011  | 2011  | 2011       | 2007  | 2007  | 2007       |
| Partido político                                | Votos  | %     | Concejales | Votos  | %     | Concejales | Votos  | %     | Concejales | Votos | %     | Concejales | Votos | %     | Concejales |
| Partit Socialista del País Valencià (PSPV-PSOE) | 14 177 | 61,72 | 14         | 13 261 | 62,62 | 15         | 13 267 | 57,22 | 14         | 9935  | 44,36 | 11         | 8316  | 38,94 | 9          |
| Partido Popular (PP)                            | 4033   | 17,55 | 4          | 3172   | 14,97 | 3          | 4487   | 19,35 | 5          | 8021  | 35,81 | 9          | 9775  | 45,78 | 11         |
| Vox                                             | 2588   | 11,26 | 2          | 1294   | 6,11  | 1          | —      | —     | —          | —     | —     | —          | —     | —     | —          |
| Compromís                                       | 1353   | 5,89  | 1          | 1063   | 5,02  | 1          | 1724   | 7,44  | 1          | 980   | 4,38  | 0          | —     | —     | —          |
| Esquerra Unida del País Valencià (EUPV)         | 202    | 0,87  | 0          | 355    | 1,67  | 0          | 843    | 3,64  | 0          | 1485  | 6,63  | 1          | 1552  | 7,27  | 1          |
| Ciudadanos (CS)                                 | 148    | 0,64  | 0          | 1205   | 5,69  | 1          | 1178   | 5,08  | 1          | —     | —     | —          | —     | —     | —          |

## Economía

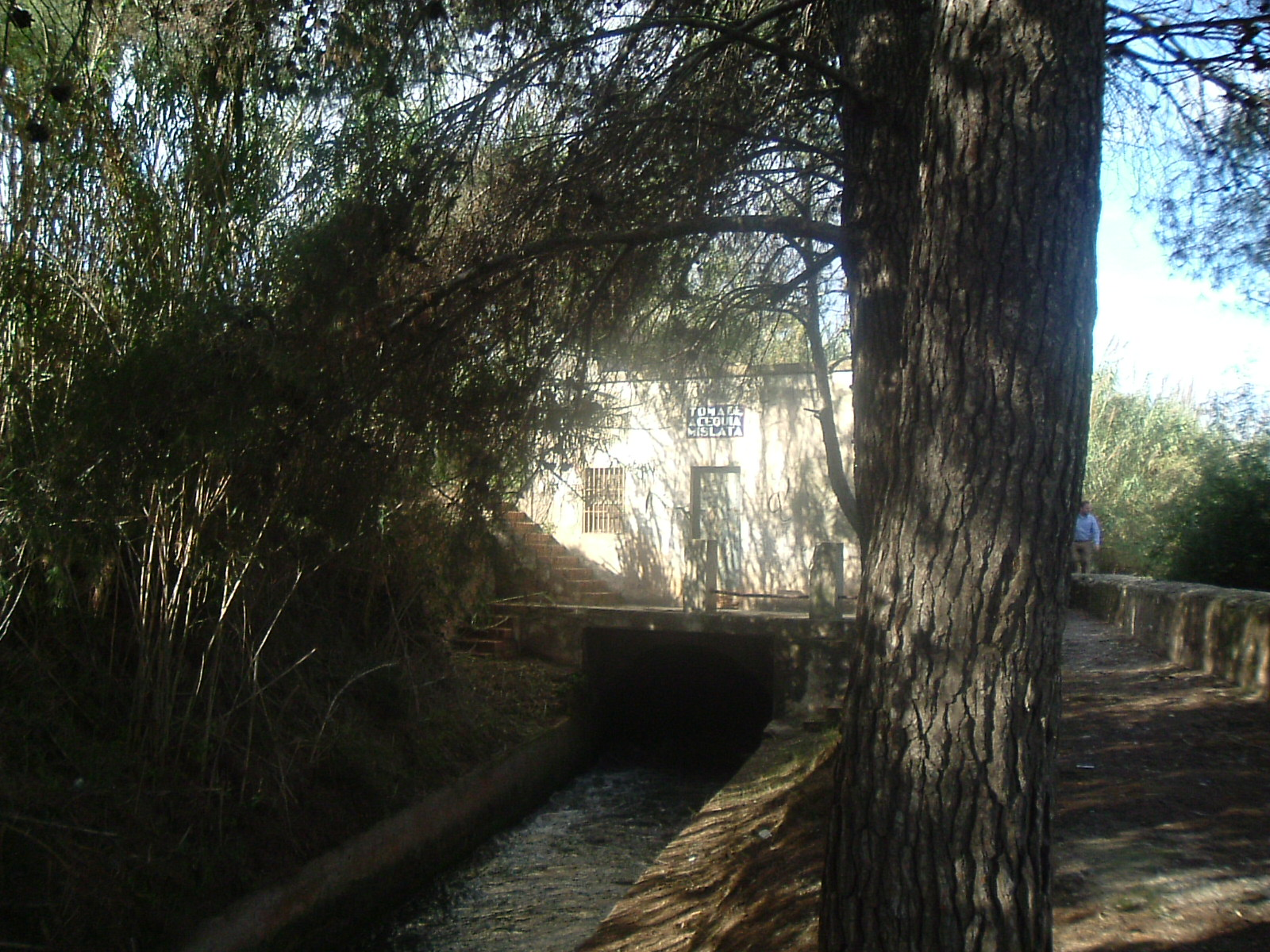
Toma de la Acequia de Mislata

Tradicionalmente, la huerta de Mislata producía trigo, maíz, seda, cáñamo, vino, aceite y legumbres. Hoy en día la actividad agrícola es residual, puesto que solo queda 33 ha (hortalizas, patatas y cítricos) que ocupaban tan solo al 1, 3 % de la población en 2005.
Un 32 % de los ocupados trabajaban en el sector secundario en 2005. No en vano el crecimiento económico de Mislata se debe al estímulo que suponía para la industria y el comercio durante la Edad Media el situarse cerca de Valencia, pero fuera de sus límites, lo cual liberaba a estas actividades del pago de ciertos impuestos y de un precio del suelo excesivo. En la actualidad existe un polígono industrial de 15 ha entre el nuevo cauce del Turia y la A-3 en dirección a Madrid. Los sectores industriales más representados son los de la madera, los productos alimentarios, los productos metálicos, el papel y cartón y el cuero.

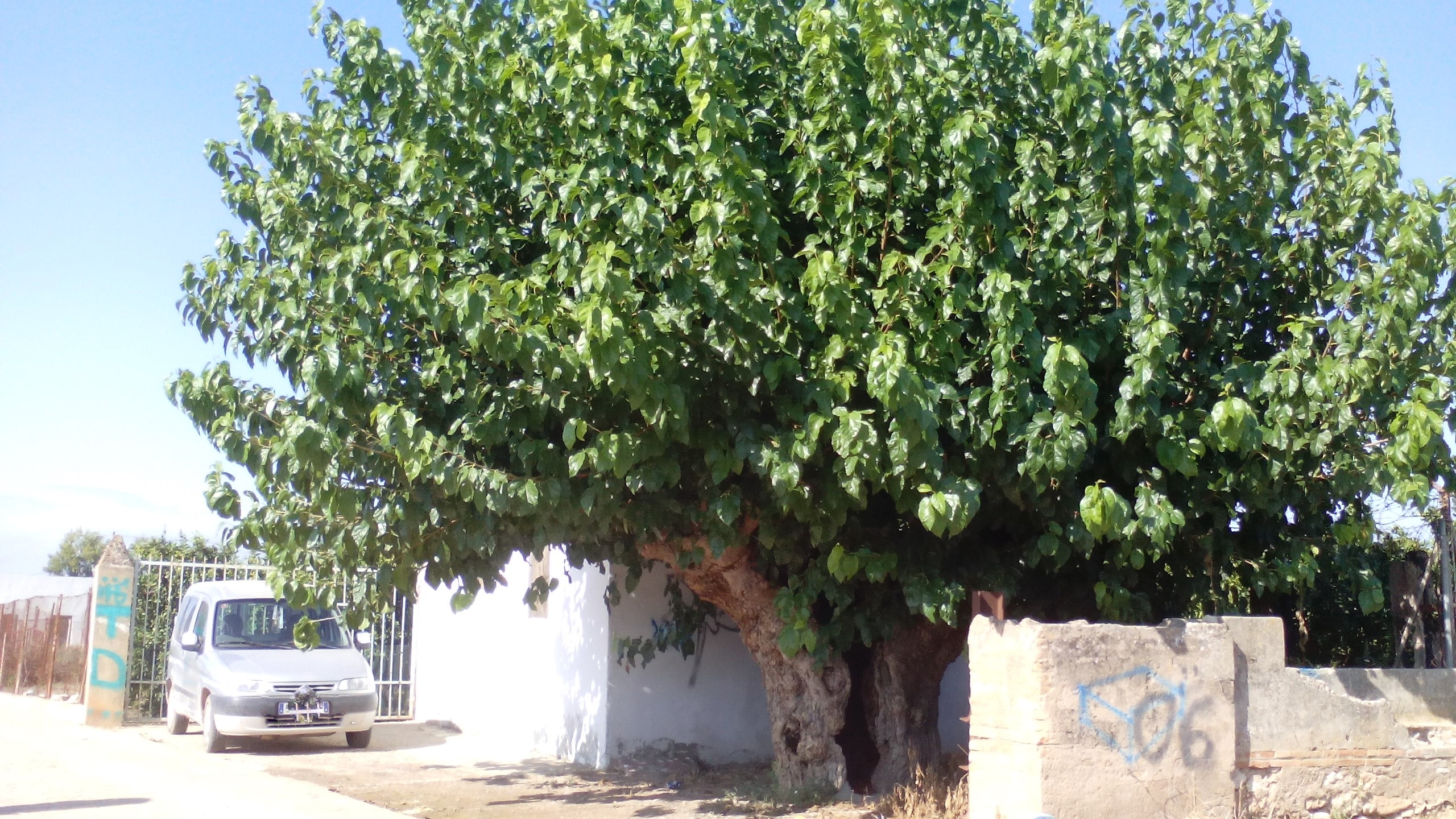
Centenaria morera que está cerca del Pou del Quint

El sector terciario es el que predomina en la actividad económica (67 % en 2005). Se basa en comercios y servicios destinados a una gran población que mayoritariamente trabaja fuera del municipio, en la capital o en el cinturón industrial de Valencia.[cita requerida]
Actualmente en 2025, Mislata cuenta con un total de 45.957.216,92 € según los datos publicados por el Ayuntamiento de Mislata.

## Servicios

### Sanidad
El municipio de Mislata cuenta, entre otros, con los siguientes centros sanitarios:
- Hospital Militar Vázquez Bernabéu: situado entre los términos municipales de Cuart de Poblet y Mislata, en este centro se alberga la Unidad de Medicina de la Música y las Artes Escénicas.[22]
- SERMESA: policlínica de iniciativa privada.
- Asamblea local de la Cruz Roja Española: cubre servicios preventivos y realiza guardias para prestar ayudas en servicios de emergencia tanto en Mislata como en Valencia.[23]

### Comunicaciones

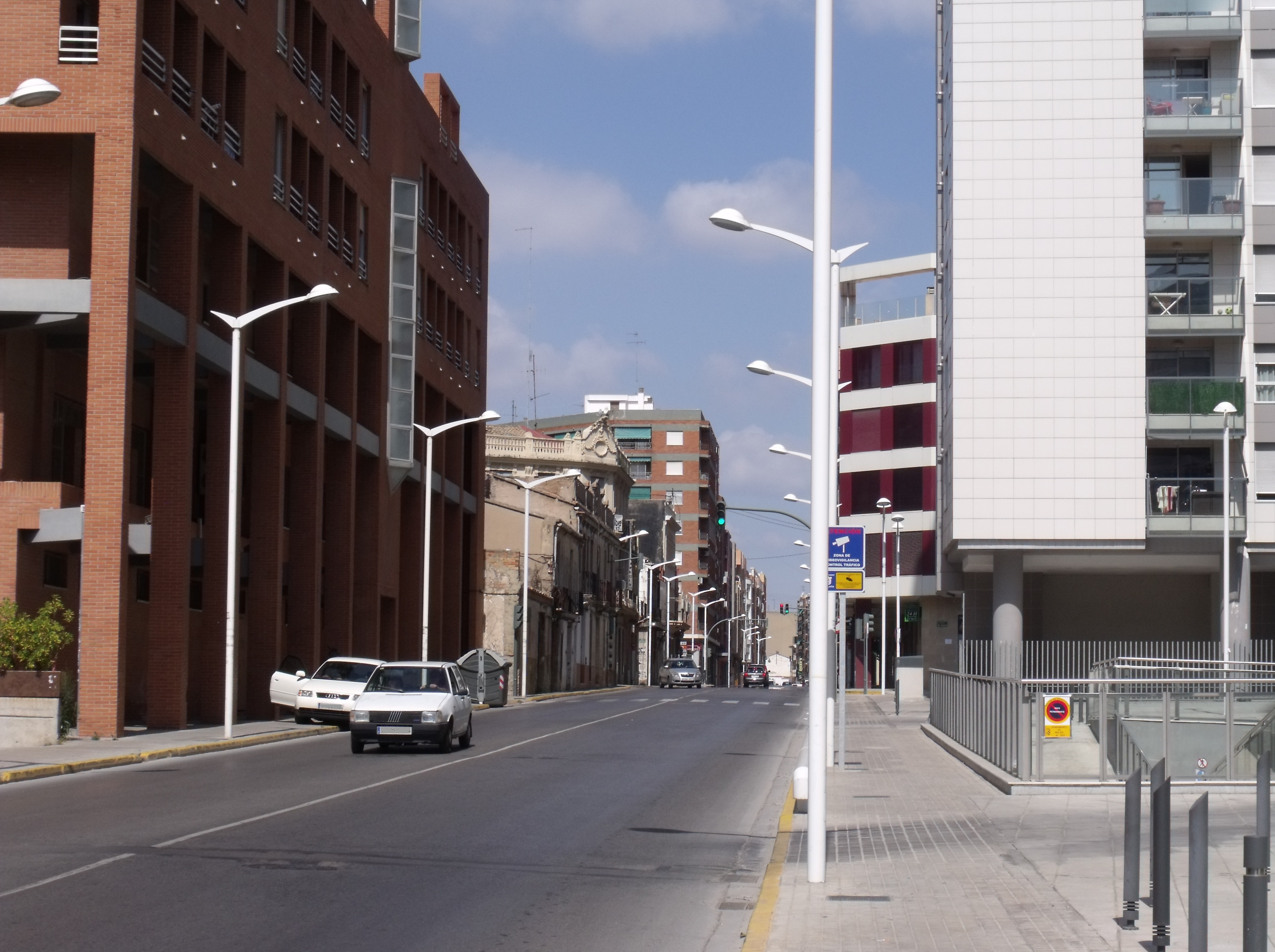
Acceso este a Mislata desde Valencia, siguiendo la calle Democracia (en Valencia), que pasa a ser la calle de Valencia (en Mislata)

#### Carretera
Mislata se encuentra junto a la autovía V-30, que recorre los márgenes del nuevo cauce del río Turia, que cuenta con dos entradas en el municipio. Estas nuevas infraestructuras no han disminuido el carácter caminero del municipio, a pesar de dividir y modificar algunas vías tradicionales, como el Camino de Torrente (avenida de Vicente Blasco Ibáñez) y el de Madrid.

#### Autobús
La empresa municipal de transportes de Valencia (EMT) ha eliminado el servicio que ofrecía a parte del casco urbano y la zona cercana a la Avenida del Cid, quedándose en los límites que bordean el municipio por el sur, excepto en cuanto al servicio nocturno de autobuses, que sí entra en el municipio.
Varias líneas del consorcio MetroBus cruzan el término municipal, enlazando con los municipios próximos de Cuart de Poblet, Manises, Aldaya o Alacuás; y otros más alejados como Godelleta y Turís.

#### Metro
El término de Mislata estuvo surcado hasta entrada la década de 1960 por las vías del ferrocarril de Valencia a Liria y varias líneas de tranvías. Las primeras se retiraron en 1969 a causa del Plan Sur, mientras que las segundas fueron sustituidas por líneas de autobús.
El 20 de mayo de 1999 se inauguró la línea 3 de Metrovalencia, siguiendo el mismo trazado que el antiguo ferrocarril, soterrada bajo la actual avenida de Gregorio Gea. Cuenta con dos estaciones dentro del municipio: Mislata, ubicada en el centro neurálgico de la ciudad, justo donde se encontraba la antigua estación, y Mislata-Almassil, cerca del nuevo cauce del Turia.[cita requerida] Tienen parada en estas estaciones trenes de la Línea 3 (Rafelbunyol - Aeroport), la Línea 5 (Marítim Serrería - Aeroport) y la Línea 9 (Alboraya-Peris Aragó - Riba-roja de Túria).

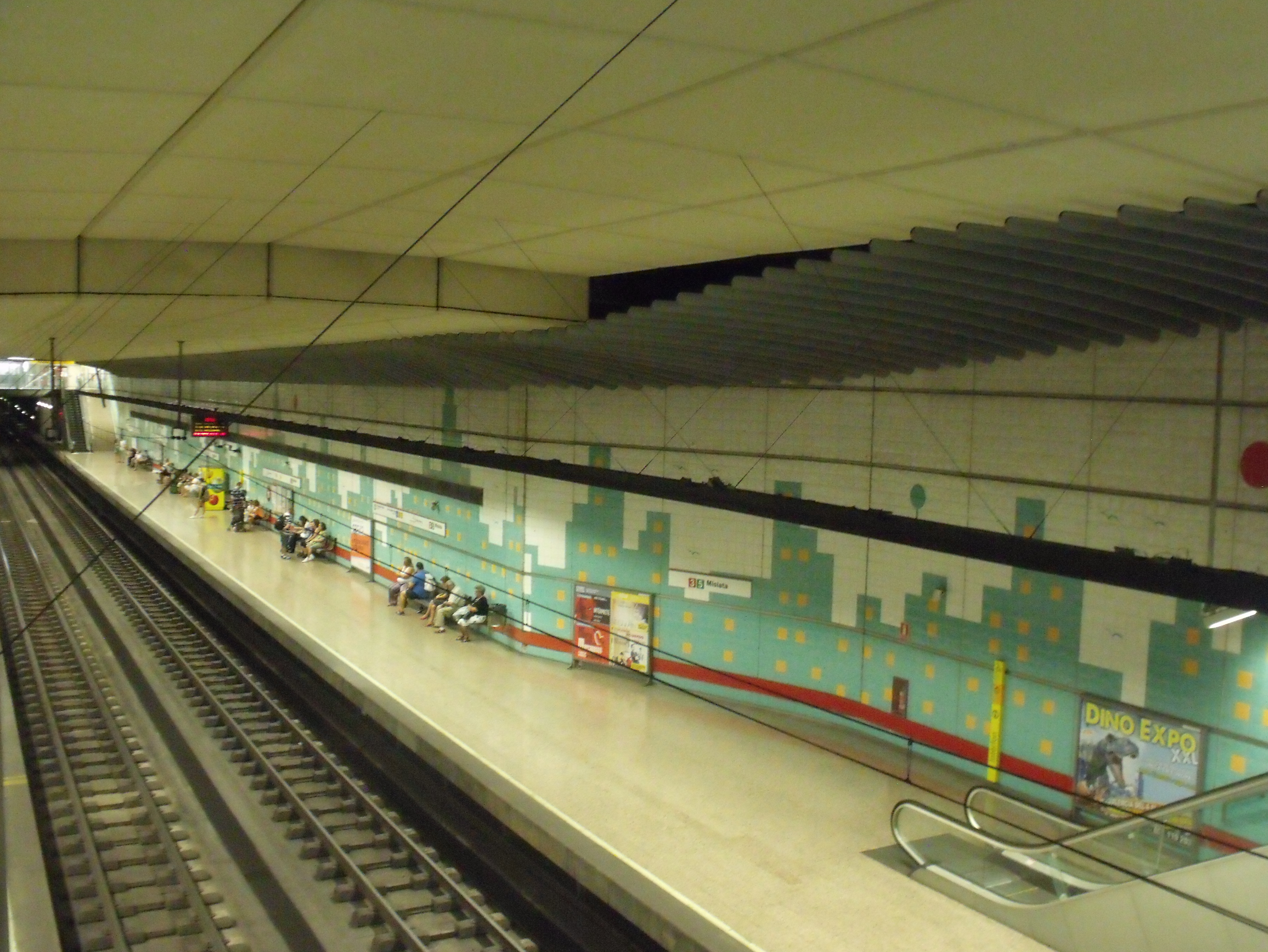
Estación de Mislata

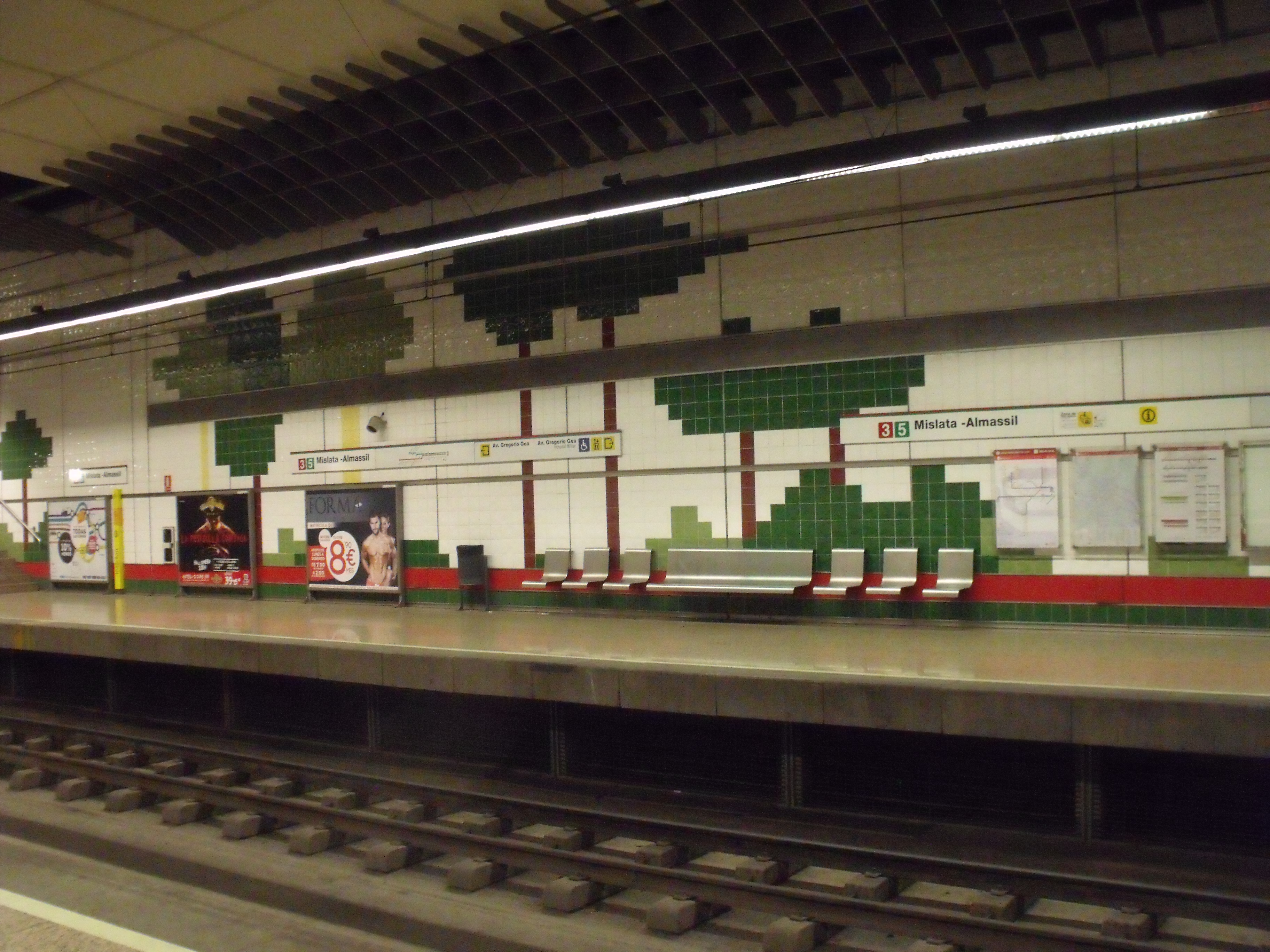
Estación de Mislata Almassil

### Accesibilidad
Ya durante la primera legislatura democrática, en la década de 1980, se redactó la «Ordenanza municipal de eliminación de barreras arquitectónicas», una de las primeras que se aprobaron en España para facilitar la integración social de las personas con discapacidad. Esta iniciativa, con el tiempo, se plasmó en el programa «Mislata sin barreras», para tratar de forma metódica la accesibilidad total en el municipio.
En 2022, Mislata fue considerada como uno de los municipios más accesibles con un 90 %, según un estudio realizado por la Conselleria de Vivienda y Arquitectura Bioclimática de la Generalidad Valenciana.

## Patrimonio

### Patrimonio arquitectónico

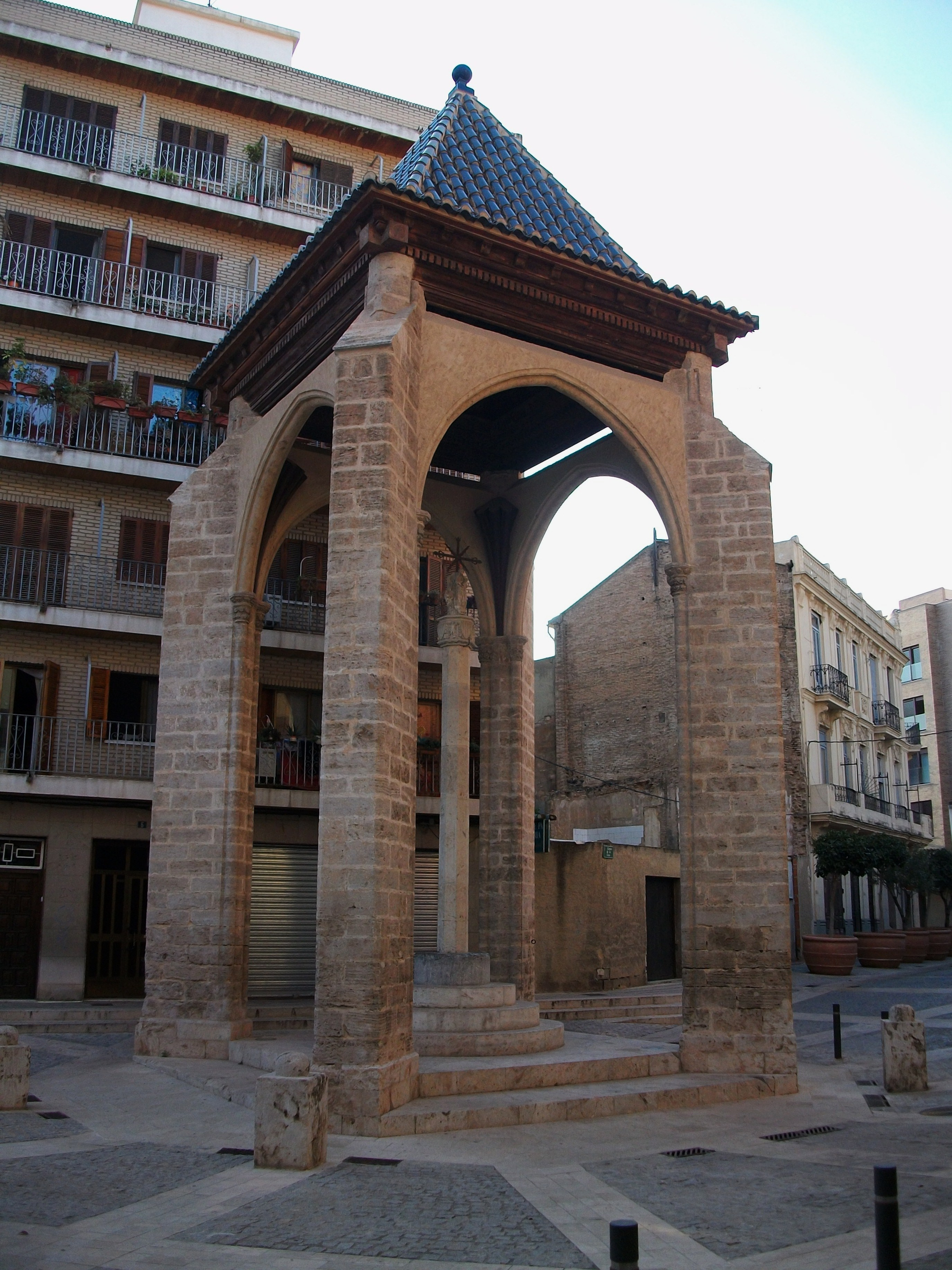
Cruz Cubierta de Mislata

- Cruz Cubierta (Creu Coberta): Construcción rehabilitada de estilo gótico, que marca el linde municipal de Mislata con Valencia y servía de aduana para esta última ciudad. Está ubicada en el lugar de una cruz que se derribó el 6 de mayo de 1411, y el 22 de abril del año siguiente se vendió a Antonio Ametler el plomo resultante. Su reconstrucción comenzó el 28 de marzo de 1432.[28]

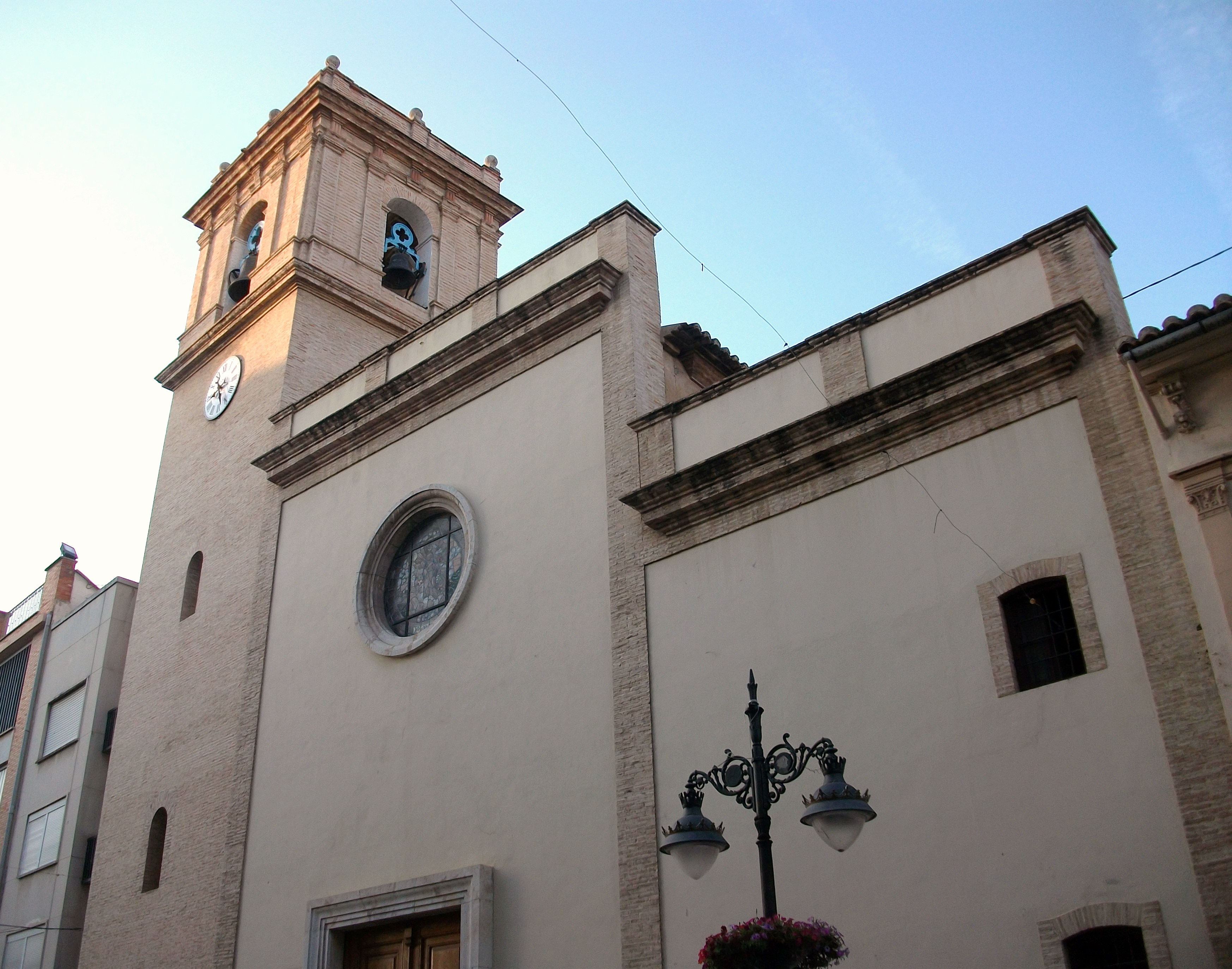
Fachada de la iglesia de Nuestra Señora de los Ángeles

- Iglesia de Nuestra Señora de los Ángeles (Església de la Mare de Déu dels Àngels): Se construyó entre 1704 y 1755, año de su inauguración, sobre un templo anterior, del siglo XVI. Se trata de un templo de fachada sencilla, torre campanario y tres naves con capillas laterales.[3] En el año 1906 se colocó el reloj en la torre campanario siendo alcalde de Mislata Rafael Royo. En 1911 se realizó una ampliación, obras realizadas por el maestro de obra Vicente Mir Bernial. La fachada y campanario se restauraron en 1978. En 1994 se rehízo el retablo del Altar Mayor en escayola, similar al original en madera desaparecido en 1936. En 1997 se restauró el suelo y se montaron también nuevos bancos de pino de Valsaín.[cita requerida] La torre del campanario cuenta con cinco campanas.[29] La de menor tamaño se encuentra en el interior del campanario y no es visible desde el exterior; es anterior a 1936. La segunda en tamaño, colocada en el hueco cara al convento, se fundió en 1970. La tercera, situada en el hueco cara al Ayuntamiento, se fundió en 1798. La cuarta está en el hueco cara a la calle Mayor, y no tiene fecha de fundición, pero es similar a la anterior en tamaño e inscripciones, por lo que se supone que es de la misma época. Por último, la de mayor tamaño está instalada en el hueco cara a la plaza; se fundió en 1942 y tiene unas dimensiones de 113 cm de alto con las anillas y 114 cm de diámetro, con un peso estimado de 835 kg.[29] Está declarada bien de relevancia local.[30]
- Iglesia del Sagrado Corazón (Església del Sagrat Cor): está declarada bien de relevancia local.[31]
- Fábrica de Payá: La chimenea y la parte de la fábrica de Payá recayente a la calle de San Antonio, son un ejemplo de construcción del siglo XX. La chimenea, restaurada en 2013, está declarada bien de relevancia local.[32]
- Pou del Quint: edificio construido en 1915 para administrar las aguas que se obtenían de un pozo allí ubicado. Estas aguas regaban las huertas de Mislata y su titularidad correspondía a la comunidad de regantes del Pozo del Santísimo Cristo de la Fe. En 2007, ya fuera de uso por falta de terreno agrícola, fue cedida esta propiedad al Ayuntamiento de Mislata para ubicar el Museo Etnográfico 'El Quint'.[cita requerida] En 2017, el Ayuntamiento de Mislata reformó el monumento y fue habilitado como centro social tras décadas de solicitudes.[33]
- Calle del Porche: Con el porche que le da su nombre, da entrada al barrio de La Morería.[3]

## Cultura

### Centros y asociaciones
- Biblioteca municipal: nació el 15 de septiembre de 1983 en la plaza 9 de Octubre, junto a la iglesia parroquial de la Virgen de los Ángeles, en un espacio reducido, casi simbólico, compartiendo un bonito edificio modernista, antiguo Ayuntamiento, con los Juzgados y la Casa de la Cultura. Nació pequeña y en una época de muchos cambios. Biblioteca Mislata
- Centro Instructivo Musical: en el año 1908 se fundó como «Banda Nova» (Banda Nueva), lo que da pie a pensar que existieran otra u otras agrupaciones anteriores.[34] En 1932 se remodeló y pasó a denominarse Centro Instructivo Musical.[34] Cuenta con una plantilla de más de cien músicos.[34]
- Coral Ramón Ibars: Se trataba de un grupo coral cuyas actividades más destacadas son sus actuaciones en las fiestas navideñas y la organización de ''les Trobades de Cant Coral Vila de Mislata'', patrocinadas por el Ayuntamiento.[35]

### Fiestas
- Fiestas mayores: se celebran en honor al Santísimo Cristo de la Fe y a Nuestra Señora de los Ángeles el último lunes de agosto, festividad de la Virgen, y el día anterior, domingo, festividad del Cristo[3]

### Eventos culturales
- Concurso de teatro Villa de Mislata: comienza en la segunda semana de septiembre. En él actúan diferentes grupos teatrales de aficionados cada fin de semana hasta el 15 de diciembre. Desde su comienzo, en la década de 1980, se ha consolidado como uno de los más prestigiosos de ámbito lingüístico valenciano.[36]
- Premios de literatura breve: se trata de un certamen que pretende fomentar el hábito de escribir entre los más jóvenes. Cuenta con siete categorías: Narrativa en valenciano, narrativa en castellano, poesía en valenciano, poesía en castellano, autor joven (12 a 15 años), autor local y el premio joven en Comedia de Monólogo. La primera convocatoria tuvo lugar en el año 1992.[cita requerida]

### Gastronomía
Mislata carece de gastronomía local, puesto que comparte la misma tradición gastronómica en mayor o menor medida con toda la huerta de Valencia. Son tradicionales la paella, el arroz al horno, el hervido valenciano, el arroz con acelgas (arròs amb bledes), los caracoles (caragolada) o el alioli. Entre los dulces destacan los pasteles de boniato (pastissets de moniato), los rosegones, las rosquillas de músico, la coca boba y la mona de Pascua.

### Deporte

#### Instalaciones deportivas
En Mislata existen tres zonas de instalaciones deportivas con las siguientes instalaciones.
- Piscina cubierta: se construyó inicialmente en 1980 como piscina descubierta, climatizándose en 1992, por lo que fue una de las primeras piscinas cubiertas de la provincia de Valencia.[cita requerida]
- El Quint: cuenta con un Pabellón de 1600 m² de pista cubierta y varios otros de pistas polideportivas, utilizadas para baloncesto, patinaje, fútbol sala o ajedrez, entre otras.[cita requerida]
- La Canaleta: posee una pista de Atletismo de 200 m, 4 campos de fútbol (2 de fútbol 7 y 2 de fútbol 11), pistas polideportivas, piscina descubierta, así como varios gimnasios.[cita requerida]

#### Entidades deportivas
- C.A. Fent Camí: equipo profesional de atletismo fundado en 1991 que milita en División de Honor, la máxima categoría del atletismo español. Posee escuela de atletismo desde 1997. Entrenan en las pistas de atletismo de la Canaleta.[37]
- H. C. L. Los Diablos de Mislata: equipo de hockey línea fundado en 1995. Ha disputado 4 temporadas en la primera Divión de la Liga Nacional. Ha obtenido dos campeonatos de la División de Plata de la Liga Nacional.[37]
- Mislata C.F.: es un club de fútbol de Mislata. Entrena en el campo de la Canaleta e incorpora a más de 10 equipos de diversas categorías, además del principal. Cuenta asimismo con una escuela de fútbol.[37]
- Mislata U.F.: es el primer equipo en importancia en número de jugadores de la ciudad. Entrena también en el campo de la Canaleta y posee asimismo una escuela de fútbol, con capacidad para unos 500 niños.[37]

### Comercio local
En 2024, el Ayuntamiento de Mislata impulsó la campaña Mislata Ilusiona, orientada a dinamizar el comercio local durante el periodo navideño. La iniciativa combinó sorteos, actividades culturales, lúdicas y campañas de promoción en redes sociales, reforzando el papel del pequeño comercio como motor económico y elemento de cohesión social en el municipio.